# Tampere Open 1994
Il Tampere Open 1994 è stato un torneo di tennis facente parte della categoria ATP Challenger Series nell'ambito dell'ATP Challenger Series 1994. Il torneo si è giocato a Tampere in Finlandia dal 18 al 24 luglio 1994 su campi in terra rossa.

## Vincitori

### Singolare
Brent Larkham ha battuto in finale  Alejo Mancisidor con il punteggio di 7–6, 1–6, 6–3

### Doppio
Branislav Galik /  Mario Visconti hanno battuto in finale  Johan Donar /  Ola Kristiansson con il punteggio di 6–4, 3–6, 7–5